# Ушите (заслон)
Вижте пояснителната страница за други значения на Ушите.

Ушите е заслон в планината Витоша.
Намира се в подножието на връх Ушите на стълб №109 от зимната маркировка хижа „Алеко" – хижа „Тинтява" на височина 1840 m.
Представлява едноетажна сграда с преддверие.
Съседни туристически обекти:
- хижа „Тинтява" – 45 мин.
- хижа „Алеко" – 60 мин.